# Lucy Shapiro
Lucille "Lucy" Shapiro (16 de julio de 1940, Nueva York) es una bióloga del desarrollo estadounidense y profesora en la Universidad Stanford en Stanford, California.

## Biografía
Shapiro se graduó con una Licenciatura en el Brooklyn College en 1966 y un Ph D. en Biología molecular en el Albert Einstein College of Medicine, ambos en Nueva York, Nueva York. En 1967, se convirtió en miembro del cuerpo Docente del Albert Einstein College y recibió en 1977 allí una Cátedra en la facultad de Biología molecular. En 1986, recibió un llamado de la Columbia University, también en Nueva York, y en 1989 en la Universidad de Stanford en Stanford, California, donde hoy (actualizado 2011) es profesora de biología del Desarrollo .

## Obra
Es considerada una pionera de la biología celular de los procariotas. Ha abordado cuestiones del ciclo celular y podría ayudar a explicar cómo las células en el espacio y el tiempo la construcción de sus subestructuras regulan (polaridad celular) y cómo se las arreglan para generar células hijas diferenciadas. Mostró que las células bacterianas funcionan como sistemas integrados de regulación de la transcripción, unidos a la disposición tridimensional de sus proteínas funcionales.

## Algunos premios

### Membresías
- 1988 Asociación Estadounidense para el Avance de la Ciencia[1]
- 1992 Academia Estadounidense de las Artes y las Ciencias[2]
- 1994 Academia Nacional de Ciencias de Estados Unidos
- 2003 American Philosophical Society[3]

### Premios
- 2005 Selman A. Waksman Award für Mikrobiologie der National Academy of Sciences[4]
- 2007 Keith R. Porter Lecture
- 2009 Canada Gairdner International Award[5]
- 2011 National Medal of Science
- 2012 Louisa-Gross-Horwitz-Preis
- 2014 Pearl Meister Greengard Prize

## Literatura
- Who’s Who in America. 66.ª ed. v. 2 M–Z. Marquis Who’s Who, Berkeley Heights 2011, ISBN 978-0-8379-7032-5 (v. 2) ISBN 978-0-8379-7035-6 (Gesamtwerk), ISSN 0083-9396, p. 4055